# Pomsta Růžového pantera
Pomsta Růžového pantera je britský komediální film z roku 1978. Jedná se o pátý film Blake Edwardse ze série komedií o Růžovém panterovi (předcházely mu v roce 1963 Růžový panter, v roce 1964 Clouseau na stopě, v roce 1975 Návrat Růžového pantera a v roce 1976 Růžový panter znovu zasahuje). Byl uveden v roce 1978 a je posledním představením "inspektora Jacquese Clouseaua" v podání Petera Sellerse, který zemřel v roce 1980. Byl to také poslední díl série, který byl distribuován výhradně společností United Artists.

## Obsah filmu
Philippe Douvier (Robert Webber), významný podnikatel a tajný šéf Francouzské spojky, je svými partnery z newyorské mafie obchodující s drogami podezírán ze slabého vedení a nesprávného vedení zločineckých záležitostí. Aby dokázal opak, navrhne Douvierův pobočník Guy Algo (Tony Beckley) ukázku síly v podobě vraždy slavného vrchního inspektora Jacquese Clouseaua (Peter Sellers).
Naneštěstí pro Douviera první pokus o bombový útok na Clouseaua selže a následný pokus čínského mistra bojových umění "pana Chonga" (bez nároku na honorář se zde objeví zakladatel amerického kenpo Ed Parker) je zmařen, když ho Clouseau úspěšně odrazí (v domnění, že jde o Clouseauova sluhu Cata (Burt Kwouk), který má rozkaz udržovat svého zaměstnavatele v pozoru náhodnými útoky). Douvier se o to pokusí znovu, když se vydává za informátora, aby Clouseaua vlákal do pasti, ale auto a oblečení vrchního inspektora ukradne transvestitní zločinec Claude Russo (Sue Lloyd), kterého Douvierovi muži místo toho nevědomky zabijí. Následně se Douvier a francouzská veřejnost domnívají, že Clouseau je mrtvý; v důsledku této domněnky je Clouseauův bývalý šéf, bývalý vrchní inspektor Charles Dreyfus (Herbert Lom), přiveden k příčetnosti a je propuštěn z blázince, aby provedl vyšetřování (přestože v předchozím filmu spáchal několik závažných zločinů a poté se zdánlivě rozpadl).
V Russoově oblečení a trvající na své pravé identitě je Clouseau sám odveden do blázince, ale uteče do Dreyfusova pokoje; ten omdlí šokem z toho, že vidí Clouseaua živého. Clouseauovi se podaří přestrojit za Dreyfuse a François (André Maranne) ho odveze domů. Doma Clouseau najde Cata, který, přestože proměnil Clouseauův byt v nevěstinec s čínskou tematikou, s úlevou zjistí, že přežil, a oba naplánují pomstu objednavateli Clouseauova atentátu. Mezitím je Dreyfus pod hrozbou vlastního propuštění pověřen, aby pro Clouseaův pohřeb připravil smuteční řeč, kterou pronese manželka policejního šéfa. Během smuteční řeči se Dreyfus snaží hystericky nesmát nepravdivým slovům, která chválí Clouseauovu genialitu, což způsobí, že si všichni včetně šéfovy manželky myslí, že je ve skutečnosti z Clouseauova skonu zdrcený. Na hřbitově se Clouseau zúčastní pohřbu v přestrojení za kněze a pak se tajně odhalí Dreyfusovi, který ho pozná, omdlí a spadne do hrobu. Clouseau unikne.
Mezitím Douvierova žena mu kvůli jeho nevěře vyhrožuje rozvodem. Douvier, který potřebuje její respekt, řekne své sekretářce a milence Simone LeGreeové (Dyan Cannonová), že jejich vztah skončil, na což Simone reaguje zlostně. Douvier v obavě, že prozradí jeho zločiny, nařídí, aby Simone v jejím nočním klubu zabili, ale protože ho informátor (Alfie Bass) upozornil na možnost, že by tam mohly nastat problémy, podaří se Clouseauovi a Catovi nechtěně Simone zachránit. V Simonině bytě Clouseau odhalí svou totožnost, což ji přiměje prozradit, že Douvier nařídil Clouseauovu vraždu. Nakonec mu řekne o Douvierově plánu setkat se v Hongkongu s kmotrem newyorské mafie Juliem Scallinim (Paul Stewart) kvůli prodeji heroinu za 50 000 000 dolarů.
Poté, co se Clouseau, Cato a Simone vyhnou svým pronásledovatelům, následují Douviera v přestrojení do Hongkongu, aniž by věděli, že je nyní podezřelý Dreyfus sleduje. Tam se Clouseau vydává za Scalliniho, zatímco Simone odvádí pozornost toho pravého, ale plán se zvrtne, když jeden ze Scalliniho mužů zahlédne Douviera, jak opouští jejich hotel s cizincem, a Clouseau během transakce s heroinem odhalí své vlastní přestrojení. V nastalém zmatku Dreyfus v úmyslu Clouseaua zabít ho pronásleduje do skladu ohňostrojů, přičemž omylem aktivuje všechny rachejtle uvnitř.
Po událostech, k nimž došlo v Hongkongu, jsou Douvier a Scallini zatčeni. Clouseau je za jejich zatčení odměněn francouzským prezidentem a stráví se Simone společný večer.

## Výroba
Když společnost United Artists strávila tři měsíce na předpremiérách a průběžných úpravách předchozího filmu Růžový panter znovu zasahuje (podle deníku Daily Variety v roce 1976), Edwards se rozhodl, že se pokusí zachránit veškerý zbývající humorný materiál. Navrhl, že Pomsta Růžového pantera by se měla skládat především z těchto záběrů a že kolem nich napíše a natočí se Sellersem a spol. nové záběry. Sellers s tím nesouhlasil a trval na tom, že Pomsta bude obsahovat všechny nové záběry. Sellersova smlouva na Pomstu mu zaručovala souhlas s příběhem, a proto tento film nese Sellersův příběhový kredit, který žádný z předchozích filmů neměl.
Úvodní animované titulky ve filmu navrhla společnost DePatie-Freleng Enterprises, která se na sérii podílela již od animovaných titulků původního filmu Růžový panter z roku 1963. Bylo to opět od Clouseaua na stopě v roce 1964, kdy DePatie-Freleng animoval úvodní titulky filmu o Růžovém panterovi (Návrat a Znovu zasahuje vytvořilo studio Richarda Williamse).
Film se natáčel ve Francii, Anglii a v Hongkongu, některé scény se natáčely v hotelu The Excelsior. V roli profesora Augusta Ballse se poprvé objevil Graham Stark. Ještě jednou ho pak ztvárnil ve filmu Syn Růžového pantera (1993). Na záběrech, které jsou k vidění ve filmu Stopa růžového pantera (1982), ztvárňuje profesora Ballse Harvey Korman.